# Barril
Barril je stará jednotka objemu používaná v Portugalsku. Její velikost činila 80,67 l, případně také 81,67 l. Pro objem vína pak měla tato jednotka velikost 301,3 l.